# Peżman Dorostkar
Peżman Dorostkar (pers. پژمان درستکار; ur. 18 sierpnia 1976) – irański zapaśnik w stylu wolnym. Olimpijczyk z Sydney 2000, gdzie zajął dwunaste miejsce w kategorii 76 kg.
Czwarty w mistrzostwach świata w 1998. Piąty na igrzyskach azjatyckich w 1998 i 2002. Zdobył dwa złote medale mistrzostw Azji w 2001 i 2003. Trzeci w Pucharze Świata w 1999. Akademicki mistrz świata w 2004 roku.